# سید عبدالکریم هاشمی نخل‌ابراهیمی
سیدعبدالکریم هاشمی نخل‌ابراهیمی نمایندهٔ دورهٔ نهم و  دوازدهم مجلس شورای اسلامی از حوزهٔ انتخابیهٔ میناب، رودان، جاسک، سیریک و بشاگرد در استان هرمزگان میباشد. او عضو کمیسیون برنامه و بودجه و محاسبات مجلس شورای اسلامی در دوره نهم مجلس بود.